# Charles Hudson (Bergsteiger)

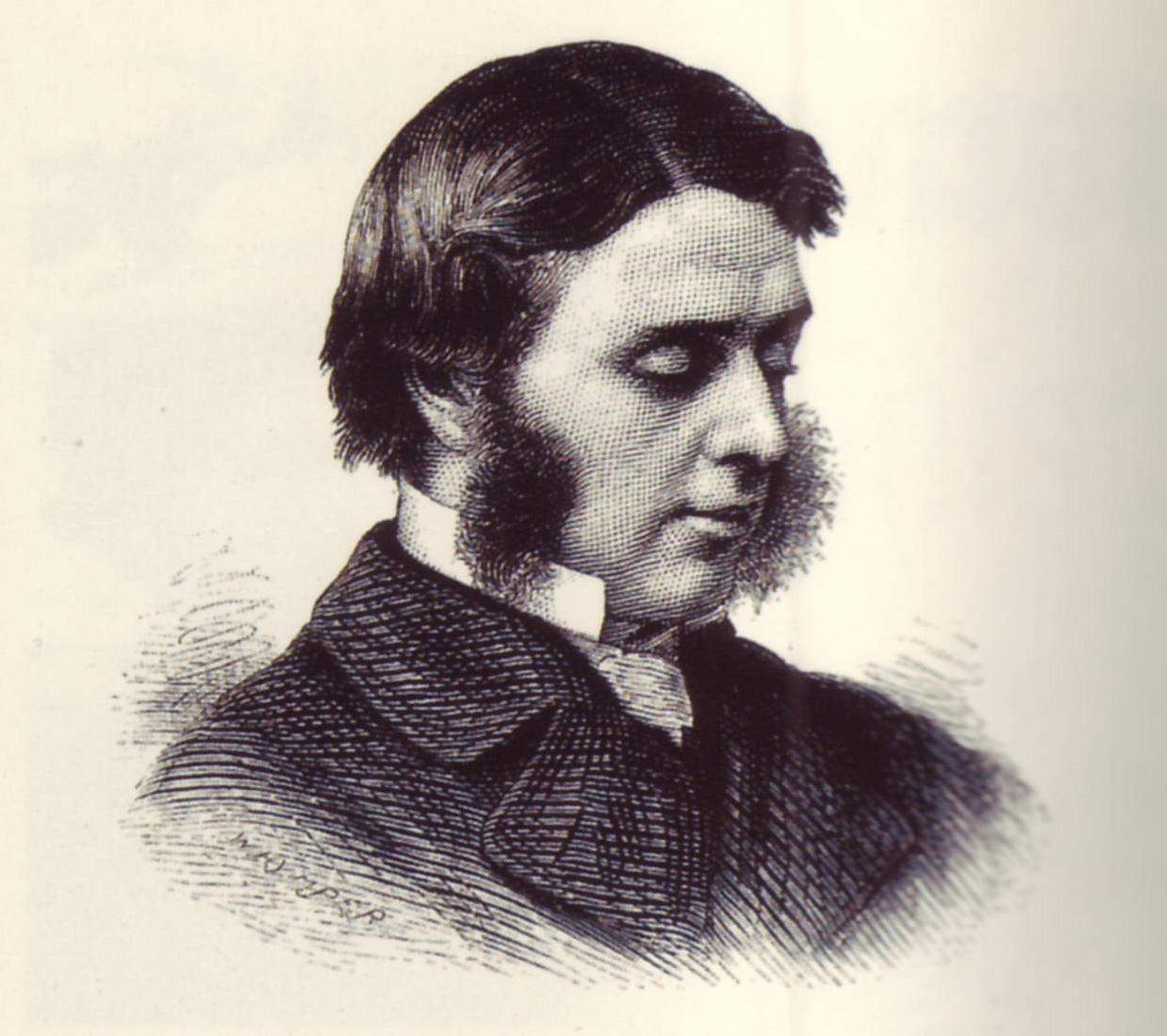
Charles Hudson, Zeichnung von Edward Whymper

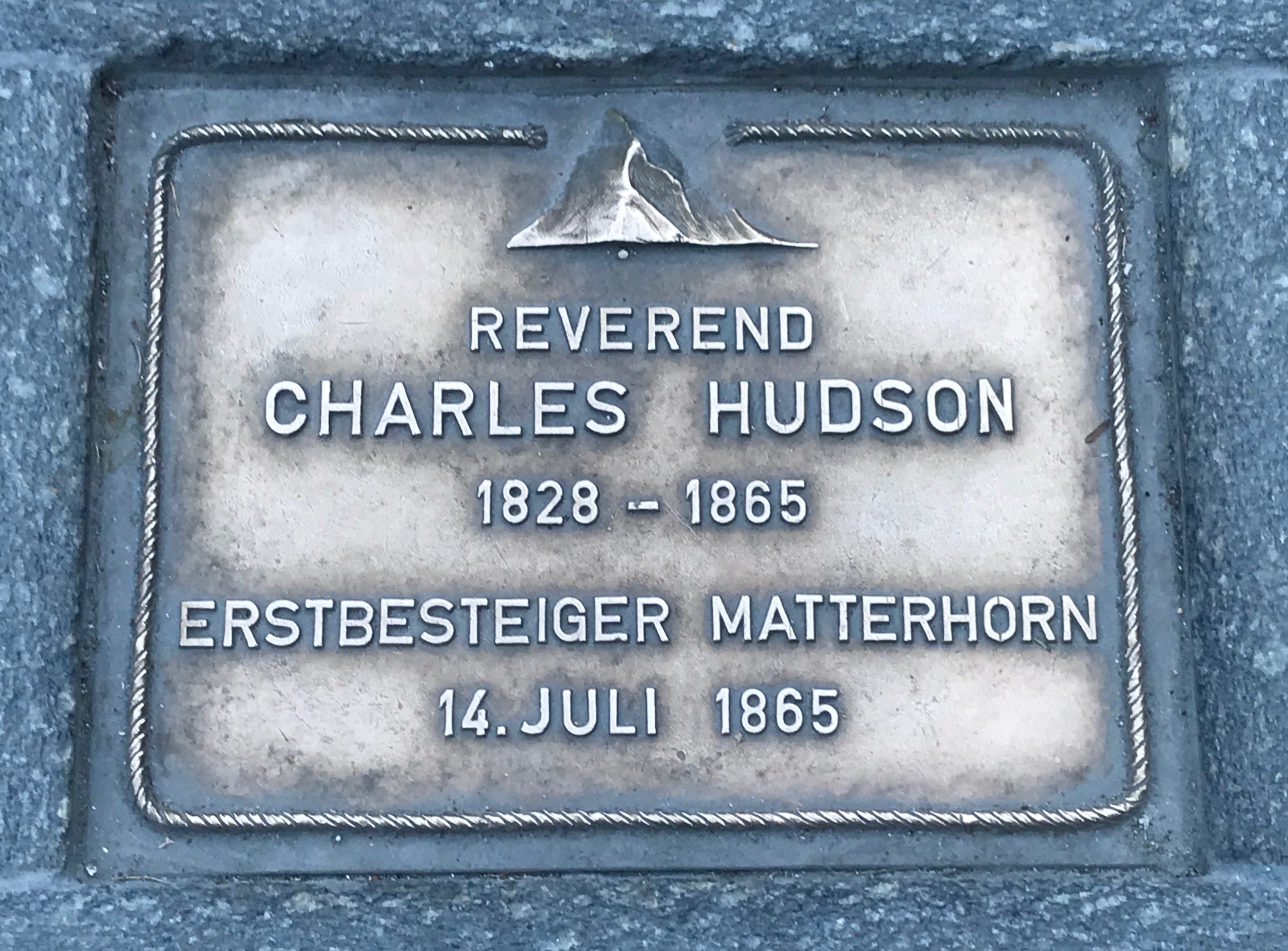
Erinnerungstafel auf der Bahnhofstrasse in Zermatt

Charles Hudson (* 1828; † 14. Juli 1865 am Hörnligrat, Matterhorn) war ein anglikanischer Geistlicher und Alpinist aus Skillington in Lincolnshire, England.
Hudson war einer der bedeutendsten Alpinisten im Goldenen Zeitalter des Alpinismus und gilt als Wegbereiter des Winterbergsteigens und des führerlosen Bergsteigens in den Westalpen. Zu seinen Erstbesteigungen zählen die Dufourspitze (4634 m) und der Mont Blanc du Tacul (4248 m).
Er gehörte zur Gruppe der Erstbesteiger des Matterhorns, die den Gipfel am 14. Juli 1865 erreichte. Er hatte die Besteigung zunächst mit seinen Freunden Edward Shirley Kennedy, Birkbeck und M’Cormick geplant. Diese waren aber aus verschiedenen Gründen am Tage des Aufbruchs nicht in Zermatt. Dadurch bekam sein Schüler Hadow die Gelegenheit, an der sieben Mann starken Expedition teilzunehmen. Beim Abstieg kamen Charles Hudson und Douglas Robert Hadow sowie der Bergführer Michel Croz und Lord Francis Douglas ums Leben. Er wurde unter dem Altar der Englischen Kirche in Zermatt beigesetzt.

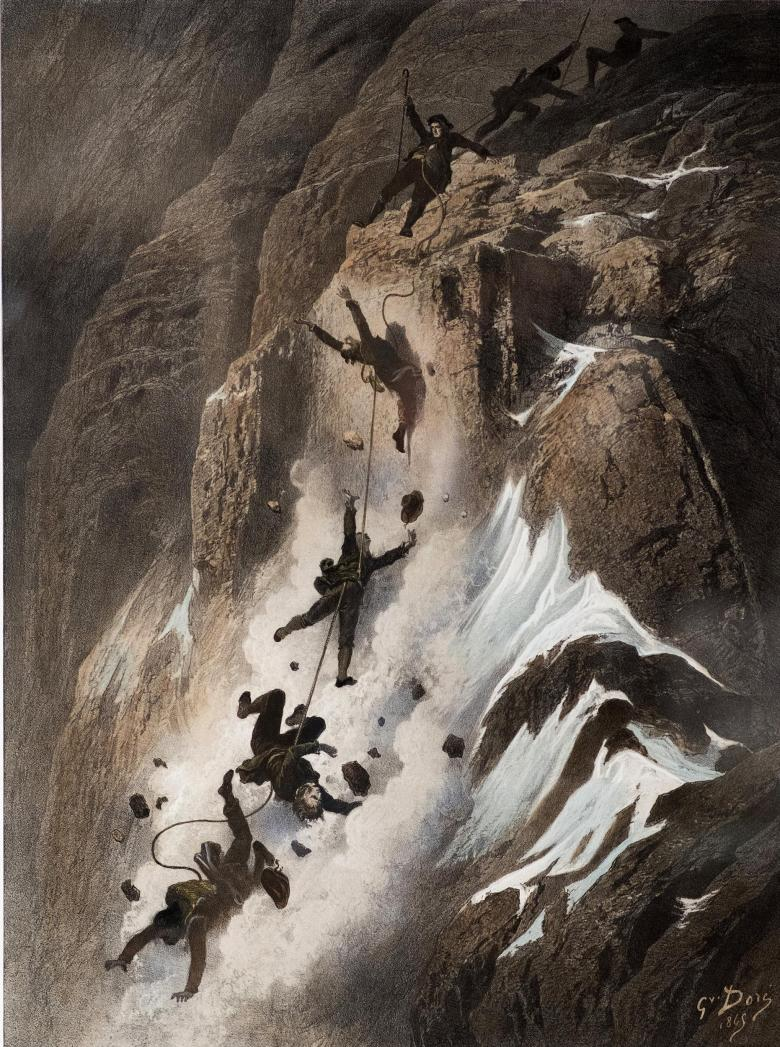
Illustration des Unglücks von Gustave Doré (1865)